# Towarzystwo Przyjaźni Polsko-Radzieckiej
Towarzystwo Przyjaźni Polsko-Radzieckiej (TPPR) – stowarzyszenie powstałe w 1944 na terenach Polski Lubelskiej jako Koła Przyjaźni Polsko-Radzieckiej. Nosiły one wtedy różne nazwy i miały nieraz ograniczone, doraźne cele, jak np. społeczne komitety współdziałania z Armią Czerwoną, opieki nad rannymi żołnierzami radzieckimi, budowy pomników wdzięczności itd. Ośrodkiem koordynującym był Lublin, gdzie grono działaczy pod przewodnictwem prof. Wasowskiego zainicjowało zwołanie w Warszawie 14 i 15 października 1945 r. pierwszej ogólnopolskiej konferencji, na której utworzono zręby jednolitej organizacji pod nazwą Towarzystwo Przyjaźni Polsko-Radzieckiej, które koncentrowało się na organizowaniu głównie imprez propagandowych, takich jak: obchody rocznic rewolucji październikowej, wycieczki do ZSRR, wymiana grup (tzw. pociągi przyjaźni), dni radzieckiej kultury, techniki, książki, filmu, a także Festiwal Piosenki Radzieckiej w Zielonej Górze (dla amatorów).
Pierwszym prezesem Zarządu Głównego TPPR był Józef Wasowski. Do lat 80. TPPR liczyło ok. 3 miliony członków, głównie poprzez masowe zapisywanie uczniów i pracowników przedsiębiorstw i instytucji państwowych. W 1991 TPPR zostało przekształcone w Stowarzyszenie Polska-Rosja.

## Prezesi Zarządu Głównego Towarzystwa Przyjaźni Polsko-Radzieckiej
- 1944–1945 Józef Wasowski
- 1945–1950 Henryk Świątkowski
- 1950–1952 Edward Ochab
- 1952–1955 Józef Cyrankiewicz
- 1955–1957 Stefan Ignar
- 1957–1974 Czesław Wycech
- 1974–1980 Jan Szydlak
- 1980–1987 Stanisław Wroński
- 1987–1991 Henryk Bednarski

### Przewodniczący Rady Krajowej Towarzystwa Przyjaźni Polsko-Radzieckiej
- 1983–1987 Wojciech Żukrowski
- 1987–1991 Roman Malinowski

### Przewodniczący Komisji Braterstwa Broni ZG TPPR
- 1983–1987 gen. dyw. dr Jan Śliwiński (wiceprzewodniczący gen. bryg. w st. spocz. Franciszek Cymbarewicz)
- 1987–1991 gen. dyw. w st spocz. pil. Jan Raczkowski

Zadaniem Komisji Braterstwa Broni ZG TPPR było krzewienie Braterstwa Broni pomiędzy Siłami Zbrojnymi PRL i Armią Radziecką.
Towarzystwo wydawało czasopismo „Przyjaźń”. Innym czasopismem był tygodnik „Kraj Rad” wydawany dla Polaków przez Agencję Prasową „Nowosti”.
17 listopada 1989 w siedzibie Towarzystwa po raz ostatni wręczono grupie zasłużonych, wieloletnich jego działaczy medale „Zasłużony Działacz TPPR” za zasługi „w dziedzinie rozwijania przyjaźni polsko-radzieckiej”. Wśród odznaczonych znaleźli się m.in.: gen. bryg. w st. spocz. Franciszek Cymbarewicz, gen. broni w st. spocz. Zygmunt Huszcza, Władysław Kruczek, Ignacy Loga-Sowiński, Jadwiga Łokkaj, Józef Ozga-Michalski, gen. dyw. w st. spocz. pil. Jan Raczkowski, Jan Szydlak oraz gen. bryg. MO prof. Tadeusz Walichnowski.

## Siedziba
Siedziba Zarządu Głównego TPPR mieściła się w pałacu pod Karczochem z 1800 (proj. Szymon Bogumił Zug) w al. Ujazdowskich 14 (1950), w pałacyku Klubu Warszawskiego Towarzystwa Myśliwskiego z 1898 (proj. François Arveuf, Karol Kozłowski) przy ul. Kredytowej 7 (1955–1977), ostatnio w Domu Przyjaźni Polsko-Radzieckiej z 1980 (proj. Marek Różański, Bogdan Popławski, Danuta Rybak, Jerzy Pluta) przy ul. Marszałkowskiej 115 (1980–1991).